# Уметност ради уметности

уметност ради уметности, ларпурлартизам или л'ар пур л'ар(од француског l'art pour l'art; вероватно од старе латинске изреке Ars gratia artis — уметност је сама себи довољна и не треба да служи ни политици ни религији), естетичка теорија која тумачи да уметност нема никакву друштвену или моралну функцију, и да је једини циљ уметничког дела да буде лепо. Ова теорија оспорава дидактичка и утилитаристичка гледишта на уметност, присутна још од античких времена, у Хорацијевом учењу о лепом и корисном.
У формалистичкој теорији модернизма, „уметност ради уметности” (енгл. art for art’s sake) се разуме као уметниково истраживање израза, стила, теорије, могућности и граница своје уметности, сасвим независно од бриге како публика на њу реагује. У том смислу, у мноштву модернистичких покрета који су се појавили почетком 20. века, и иако њихови представници у почетку прокламују да им је циљ да „преобразе” свет својим виђењем, очигледно је да су уметници више заокупљени тим својим виђењем света него његовим стварносним проблемима. Било да је реч о фигуративној (импресионизам, фовизам, експресионизам), полуапстрактној (футуризам, кубизам) или апстрактној слици или скулптури, тема је у највећем броју случајева само изговор уметнику да се посвети раду на свом делу, наиме истраживању формалних проблема одабраног медија и тестирању теорије коју је усвојио за рад. 

## Генеза
Термин је увео Виктор Кузен 1818, али основе теорије постављене су још раније, нпр. у Кантовом учењу о безинтересном допадању и у идеји о аутономији уметничког дела. Едгар Алан По у есеју „Песничко начело“ износи гледиште да је задатак песника да створи песму ради ње саме, а не ради поуке. Теофил Готје у предговору романа „Госпођица де Мопен“ (1836) сматра да уметност по својој природи треба да буде незаинтересована и да не сме да буде корисна, јер све што је корисно - то је ружно. За Шарла Бодлера лепо је врхунски критеријум уметности, а уметност је независна од морала.

## Утицај и наслеђе
Ларпурлартизам је настао у песничком кругу око Теофила Готјеа, али с временом ова начела прихватају и други писци, као што су Оскар Вајлд и Гистав Флобер. Од књижевних праваца и школа, посебан утицај извршио је на парнасизам и симболизам. Учење авангардних покрета о аутономији уметности води порекла управо из доктрине ларпурлартизма, као и гледиште постмодернистичких филозофа, за које постоји само виртуелна стварност и истина фикције.